# Llagosta salamenya
La llagosta salamenya o rosada (Palinurus mauritanicus) és una espècie de crustaci decàpode de la família Palinuridae. És menys apreciada pels consumidors que la llagosta comuna (Palinurus elephas).

## Descripció
La llagosta salamenya difereix de la llagosta comuna (Palinurus elephas) perquè el seu primer parell de potes caminadores (pereiopodis) són més primes que els altres pereiopodis. Poden arribar, com a mínim, als 21 anys.

## Distribució i hàbitat
Des del sud-oest d'Irlanda a l'oest del Mediterrani fins a Sicília, però no al mar Adriàtic, i a la costa occidental africana fins al Senegal. Palinurus mauritanicus i Palinurus elephas, són les úniques espècies de la família Palinuridae que es troben tant a l'oceà Atlàntic com al Mediterrani.
Es troba en fons de mar fangosos o rocallosos en aigües més profundes de 200 metres, la majoria entre 200 i 400 m.

## Dieta
Palinurus mauritanicus menja la carronya de peixos morts però també mol·luscs vius, altres crustacis, poliquets i equinoderms.

## Reproducció
L'època de cria és de finals d'estiu fins a la tardor. Les femelles porten 60.000 ous, les seves larves, conegudes com a fil·losomes, són part del plàncton.